# God Friended Me
God Friended Me é uma série de televisão americana de comédia dramática criada por Steven Lilien e Bryan Wynbrandt. É estrelado por Brandon Micheal Hall, Violett Beane, Suraj Sharma, Javicia Leslie e Joe Morton. A série foi encomendada em 11 de maio de 2018 e estreou em 30 de setembro de 2018 na CBS. A CBS renovou a série para uma segunda temporada de 20 episódios que estreou em 29 de setembro de 2019.

## Enredo
A série narra a vida de Miles Finer (Hall), um ateu e podcaster sincero, que recebe um pedido de amizade no Facebook por uma conta chamada "Deus". Essa conta sugere novos amigos para Miles, pessoas em sua cidade natal de Nova York, que precisarão de assistência. Inicialmente cético, Miles decide seguir essas sugestões para ajudar as pessoas. Durante seu segundo pedido, ele conhece e faz amizade com Cara (Beane), uma escritora de revistas em dificuldades. Seu primeiro pedido foi um médico que perdeu um paciente e estava prestes a perder sua namorada. Juntamente com Cara e seu amigo hacker Rakesh (Sharma), Miles tenta descobrir quem está por trás da conta "Deus". A visão ateísta de Miles às vezes causa atrito com seu pai (Morton), que é o pastor de uma igreja episcopal no Harlem.